# Grappa
Cet article possède des paronymes, voir Grapa et GRAPA.
 (novembre 2021).
Si vous disposez d'ouvrages ou d'articles de référence ou si vous connaissez des sites web de qualité traitant du thème abordé ici, merci de compléter l'article en donnant les références utiles à sa vérifiabilité et en les liant à la section « Notes et références ».
La grappa est une eau-de-vie de marc de raisin produite en Italie, en Suisse italophone et à Saint-Marin.

## Typologie
Il existe plusieurs types de grappa :
- Grappe giovani (grappa jeune) : la grappa jeune ou blanche est immédiatement mise en bouteille après avoir été distillée ou laissée au repos dans des cuves imperméables en acier, en fibres de verre ou en verre. Cette grappa a une structure harmonieuse, des parfums délicats, un goût sec et agréable ;
- Grappe invecchiate (grappa vieillie ou affinée) : la grappa affinée repose pendant quelque temps dans des fûts de bois : 12 mois pour la version affinée, 18 mois pour la version très affinée, appelée aussi réserve. Le bois, qui permet au produit distillé d'être en contact avec l'oxygène, fait que la grappa revêt une personnalité plus complexe, en lui conférant une série de parfums qui s'ajoutent aux arômes originels, et fait changer sa couleur. Les fûts, de différents types de bois et de différentes capacités, donnent à la couleur de la grappa des nuances qui varient entre le jaune paille, le doré et l'ambré ;
- Grappe aromatiche (grappa parfumée ou aromatisée) : pour rendre le produit encore plus parfumé, la gamme de produits aromatisants est vaste. On peut ajouter des plantes médicinales, des épices ou des fruits, comme la menthe, le cumin, les baies de genièvre, la sauge, l'eucalyptus, la réglisse, les fruits des bois et de nombreux autres composants afin de doter également un verre de grappa de vertus médicinales, stimulantes et bénéfiques ;
- Grappe di monovitigno (grappa mono-cépage) : la grappa peut être définie mono cépage si 85 % des marcs utilisés appartiennent à une seule variété de raisins, ou poly cépages si les variétés utilisées sont plus nombreuses.

Les cépages ou appellations suivants, entre autres, sont utilisés pour la production de grappa : Amarone, Barbera, Barolo, Brunello, Cabernet, Chardonnay, Dolcetto, Fragolino, Friulano, Grignolino, Malvasia, Marzemino, Merlot, Müller-Thurgau, Muscat, Nebbiolo, Nosiola, Picolit, Pinot[Lequel ?], Prosecco, Ramandolo, Refosco dal peduncolo rosso, Ribolla gialla, Sangiovese, Sauvignon, Schiava, Schioppettino, Teroldego, Traminer, Verduzzo Friulano.

## Origine
Produit pauvre par définition, cette boisson alcoolisée a été baptisée pour la première fois « grappa » à la fin du XIXe siècle, à partir du terme piémontais rapa ou du terme lombard grapa, qui signifient tous deux marc de raisin.

## Préparation
La grappa naît d'un procédé de distillation des marcs de raisins. Une fois arrivé dans les distilleries, tout ce qui reste du pressurage des raisins, peaux, rafles et pépins, est chauffé. Ainsi, les liquides contenus dans ces déchets s'évaporent, puis on les fait refroidir afin qu'ils se condensent. Chaque substance possède un point d'ébullition différent, ce qui permet de sélectionner la matière condensée, en utilisant uniquement son cœur, c'est-à-dire les parties qui confèrent à la boisson distillée son parfum et sa plus grande concentration en alcool.
Les distillateurs en continu sont des appareils utilisés dans l'industrie. Ils permettent d'éliminer d'éventuels défauts grâce au rythme cyclique de production. Lié au contraire à la distillation artisanale, le procédé discontinu utilise des appareils qui nécessitent un complet nettoyage après chaque étape de fabrication. Les marcs qui rejoignent les distilleries peuvent également avoir déjà subi une fermentation partielle : il s'agit de marcs qui proviennent de raisins soumis à des processus dits de vinification en rouge. Cette catégorie est plus riche en arômes et donne des grappe plus pleines, plus rondes.

## Dégustation

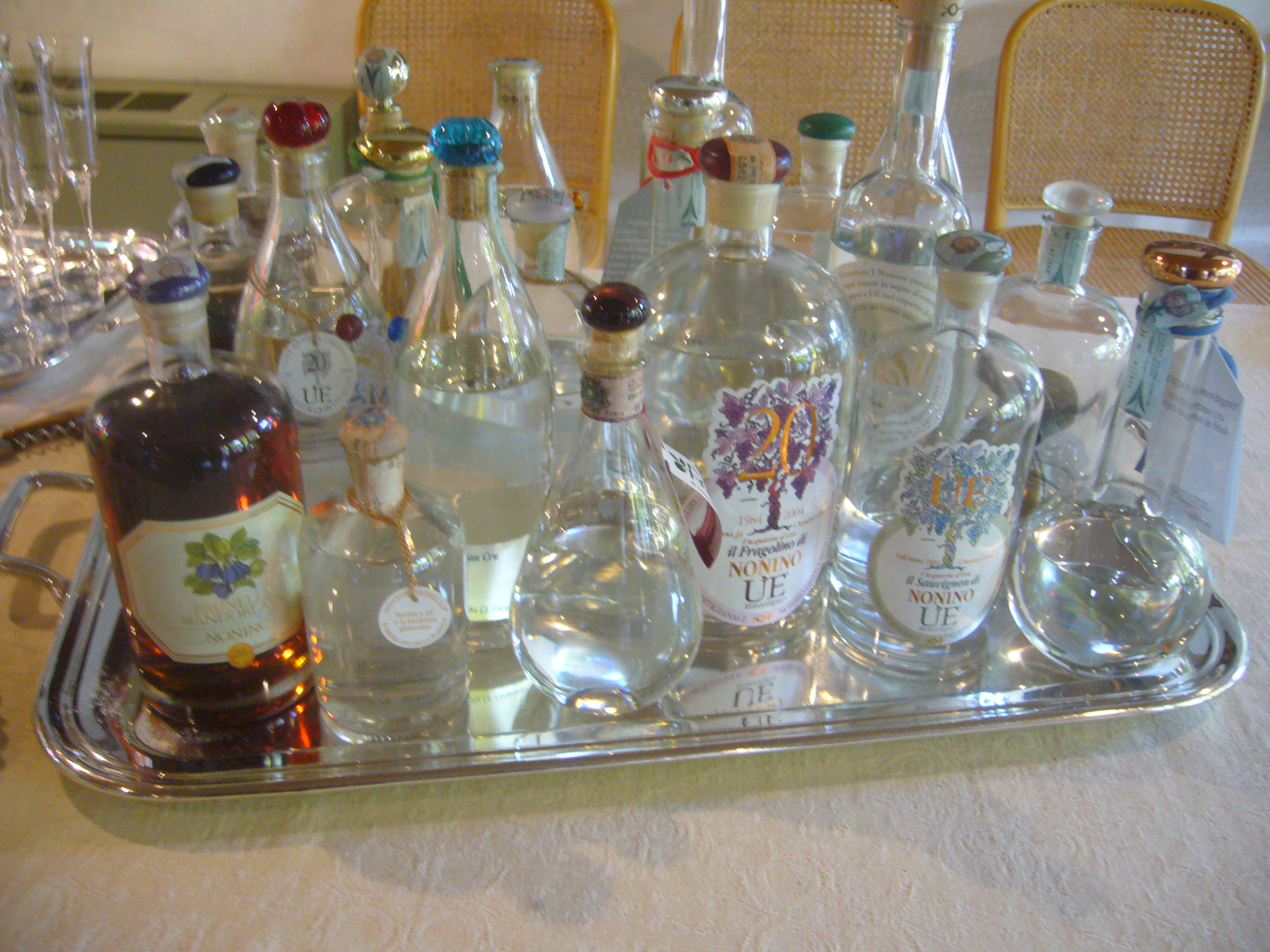
Les différents types de Grappa.

Une jeune grappa se sert à une température comprise entre 8 et 10°C, si elle est affinée entre 15 et 18°C. Des verres tulipes de cristal fin permettent d'apprécier avant tout sa couleur : transparente, s'il s'agit d'une grappa jeune ; limpide, brillante et de couleur plus soutenue, s'il s'agit d'une version affinée.
La forme du verre permet aux arômes de ne pas se disperser, mais également, grâce à son ouverture étroite, d'éloigner la boisson du nez, afin que l'odeur d'alcool ne couvre pas les parfums de la grappa. Les arômes perçus seront alors les arômes primaires, c'est-à-dire qu'ils proviennent du raisin lui-même. Les parfums liés à l'affinage, c'est-à-dire ceux qui se développent avec la formation naturelle d'esters et d'éthers, ajoutent ensuite des notes de fruits, comme la fraise, la pomme, la banane, des notes florales ou bien encore des arômes de végétaux et de plantes.
La grappa se déguste généralement après le repas. Elle peut également être utilisée comme ingrédient ; elle est surtout liée aux préparations culinaires régionales de l'Italie du Nord, dans les sauces, sur du poisson grillé ou badigeonnée sur des fromages pendant leur phase d'affinage. Elle confère un goût plus soutenu aux desserts ou peut farcir des chocolats et des petits-fours. 
La grappa entre dans la composition de certains cocktails italiens : Mint julep (grappa, menthe, sucre et glaçons), café expresso, grappa, cannelle et clous de girofle ou encore grappa, prosecco et jus de pamplemousse.

## Règlement CEE
Selon la règlementation de la CEE, « La dénomination marc ou eau-de-vie de marc de raisin peut être remplacée par la dénomination grappa uniquement pour la boisson spiritueuse produite en Italie, à Saint-Marin ou au Tessin. ».
On peut aussi mentionner la législation suisse concernant la grappa produite dans la Suisse-italienne.
L'Accord de 1999 entre la Confédération suisse et la Communauté européenne relatif aux échanges de produits agricoles protège, en ce qui concerne les boissons spiritueuses originaires de l'UE, les dénominations "Grappa" et "Grappa" suivi de certaines indications géographiques italiennes. En ce qui concerne les boissons spiritueuses originaires de Suisse, cet accord protège les dénominations "Grappa del Ticino", "Grappa ticinese", "Grappa della Val Calanca, Bregaglia, Mesolcina et della Valle di Poschiavo".